# Lac Tanganyika (écorégion)
Localisation
Le lac Tanganyika est une écorégion d'eau douce définie par le Fonds mondial pour la nature (WWF) et The Nature Conservancy (TNC). Elle comprend le lac Tanganyika lui-même et son bassin drainant, entre le Burundi, la République démocratique du Congo, la Tanzanie et la Zambie. L'écorégion abrite l'une des faunes lacustres les plus riches de la planète et concentre un nombre très élevé d'espèces endémiques.

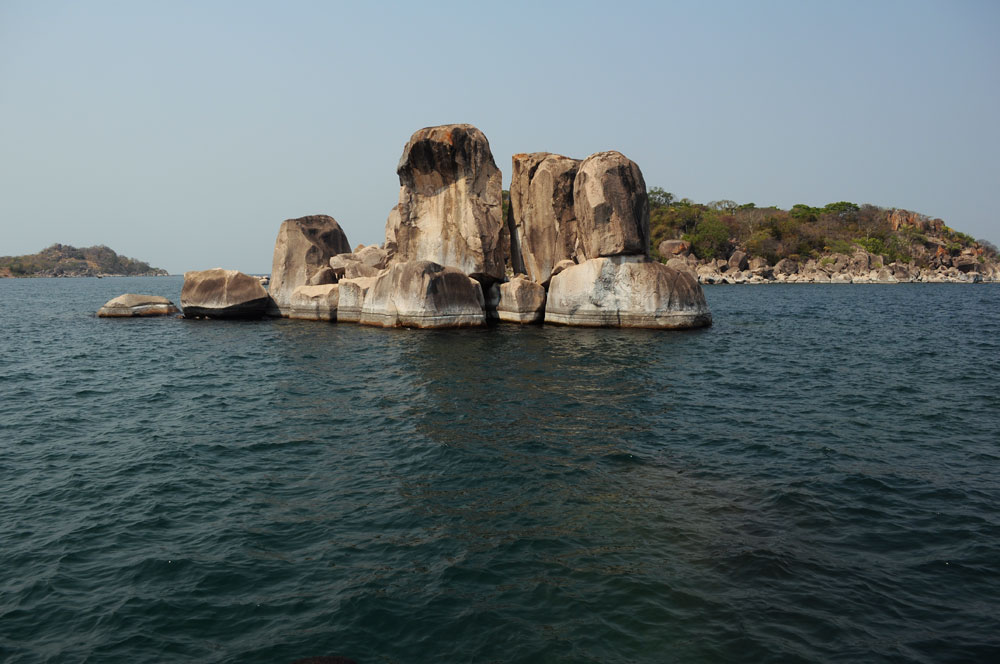
Mégalithes granitiques sur les côtes de Tanzanie.